# Léopold Sédar Senghor
Léopold Sédar Senghor (in wolof Léwopóol Sedaar Seŋoor; Joal, 9 ottobre 1906 – Verson, 20 dicembre 2001) è stato un politico e poeta senegalese di lingua francese che tra le due guerre fu, con Aimé Césaire, il vate e l'ideologo della négritude.
È il secondo africano a sedere come membro dell'Académie française. È stato anche il fondatore del partito politico Blocco democratico senegalese. I suoi contributi alla rivisitazione e riscoperta moderna della cultura africana ne fanno uno dei più considerati intellettuali africani del XX secolo: dalla letteratura alla scultura, dalla filosofia alla religione.

## Biografia
Léopold Sédar Senghor nacque in una famiglia di agiati proprietari terrieri nella piccola cittadina costiera di Joal, situata un centinaio di chilometri a sud di Dakar. All'età di 8 anni iniziò i suoi studi in Senegal in un collegio cristiano di Ngasobil e nel 1922 entrò in seminario: quando comprese che la vita religiosa non era fatta per lui, frequentò un istituto secolare, distinguendosi nello studio di francese, latino, greco e algebra. Al termine degli studi liceali gli venne assegnata una borsa di studio per continuare i suoi studi in Francia.
Si laureò in lettere a Parigi nel 1935 e per i dieci anni successivi insegnò in qualità di professore nelle università e nei licei francesi: è stato in questo periodo che Senghor, insieme ad altri intellettuali africani venuti a studiare nella capitale coloniale, coniò il termine e concepì il concetto di negritudine, intesa come riscoperta e riappropriazione della cultura africana, in risposta alla cultura europea imposta dai colonizzatori in quanto ritenuta superiore.
Nel 1939 Senghor fu arruolato nell'esercito francese ed entrò a far parte della 59ª divisione della fanteria coloniale. Un anno dopo fu fatto prigioniero dai tedeschi a La Charité-sur-Loire. Nel 1942 Senghor venne rilasciato per motivi di salute e decise di reintraprendere la carriera di insegnante, ma in breve aderì alla Resistenza.
Nel 1946 divenne deputato all'Assemblea Nazionale francese e due anni dopo fondò un proprio movimento politico: il Blocco Democratico Senegalese. Nel 1951 venne rieletto al Parlamento e nel 1956, al termine del suo mandato, divenne sindaco della città senegalese di Thiès. Nei primi anni cinquanta Senghor fu un sostenitore dell'integrazione dei possedimenti africani della Francia nella progettata Comunità federale europea e in seguito fu un sostenitore del federalismo per gli Stati africani di recente indipendenza, propugnando una sorta di Commonwealth. Fedele alle sue idee, divenne nel 1959 presidente della Federazione del Mali (Senegal+Sudan Francese) e, al suo sfasciarsi l'anno successivo, presidente della Repubblica del Senegal. In questa veste, pur tra gravi difficoltà economiche (la nazione vive sulla monocultura dell'arachide) ed ambiguità (la nazione dipendeva in larga misura dalla Francia), cercò di realizzare un socialismo umanistico e cristiano. Nel 1963, in seguito a un fallito tentativo di colpo di Stato, il partito di Senghor restò l'unico partito politico a non essere messo fuori legge. Sotto la spinta della contestazione studentesca, nel 1976 il presidente fu costretto a reintrodurre, seppure con molte limitazioni, il multipartitismo.
Nel 1974 ricevette il premio letterario Guillaume-Apollinaire per l'insieme delle sue opere poetiche. Nell'ottobre 1980, prima della fine del suo quinto mandato consecutivo, Senghor rassegnò le dimissioni in favore del suo successore, Abdou Diouf. Divenne membro dell'Académie française il 2 giugno 1983, diventando, di fatto, il primo africano a sedere nella prestigiosa istituzione. Trascorse gli ultimi anni della sua vita con la moglie, Colette Hubert, a Verson, vicino alla città di Caen in Normandia, dove scomparve il 20 dicembre 2001. Il suo funerale si svolse il 29 dicembre a Dakar nella cattedrale di Nostra Signora delle Vittorie. Il presidente francese Jacques Chirac alla scomparsa di Senghor dichiarò: «La poesia ha perso uno dei suoi maestri, il Senegal un uomo di Stato, l'Africa un visionario e la Francia un amico».

## Politica culturale

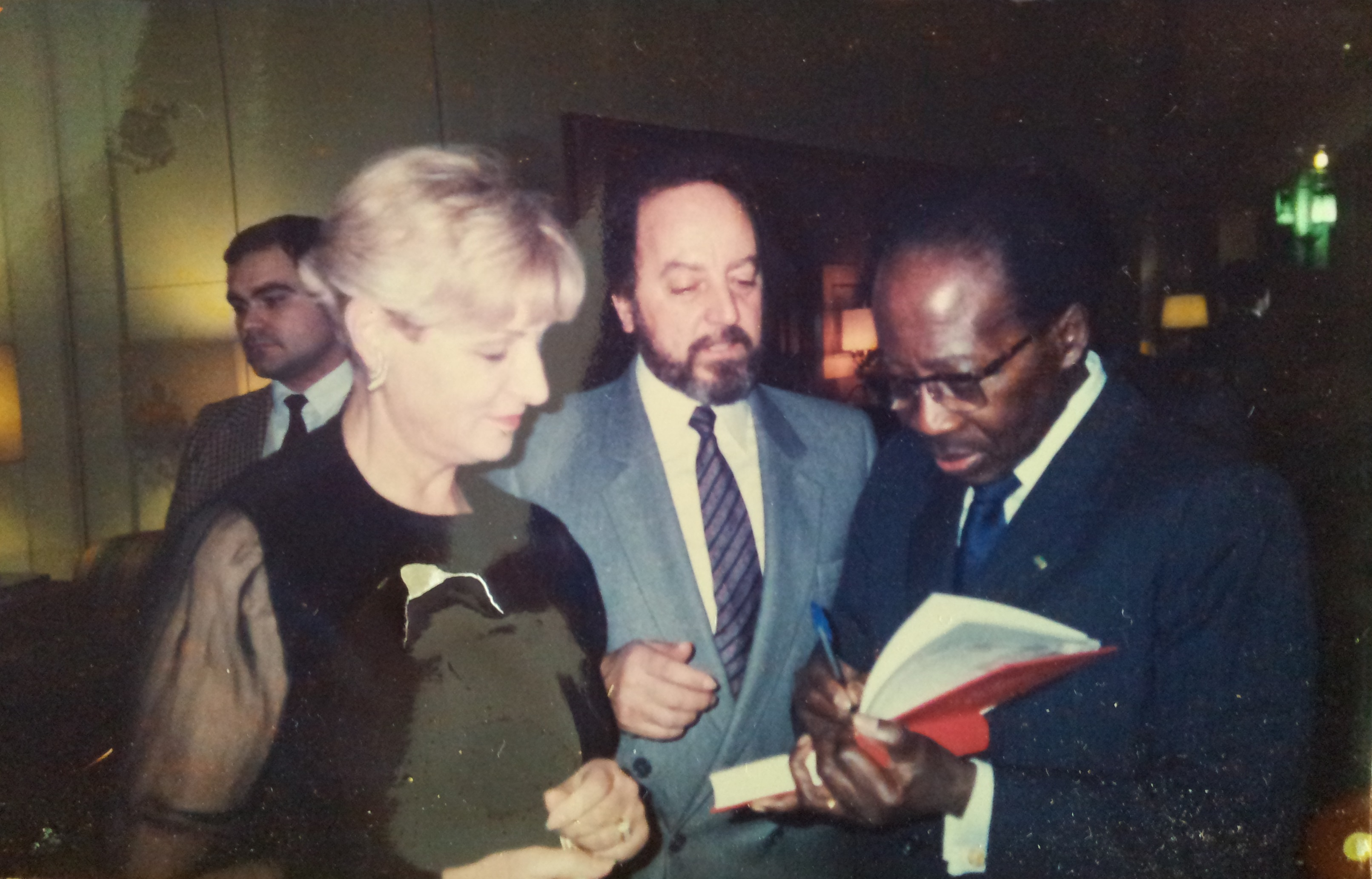
Senghor, mentre firma una copia dei suoi Poèmes, Università degli Studi di Genova (Gen. 18, 1988).

Léopold Sédar Senghor pose la cultura come fondamento della sua politica e fu un "intellettuale pubblico", come lo definisce Sidney Littlefield Kasfir. Per Senghor lo sviluppo dell'Africa è inscindibile dalla valorizzazione delle arti africane, possibile fondamento di un sentimento nazionale e panafricano. L'arte africana poteva offrire un'immagine positiva della ricchezza del continente e mostrare al mondo come non solo l'Africa fosse stata influenzata dall'Europa, ma l'avesse a sua volta influenzata.
La politica culturale di Senghor tese a dare forma ad una "arte africana": quest'arte era strettamente legata al movimento della négritude. Senghor utilizza il termine francese négritude arricchendolo con la sua visione personale. Da un lato il presidente promuove l'individuazione di caratteristiche tipiche dalla razza nera (ad esempio il senso del ritmo e l'esaltazione del sentimento) e dall'altro incoraggia l'apertura verso il moderno e l'Occidente (ad esempio lo studio della storia dell'arte europea e l'apprendimento di tecniche artistiche non originariamente africane): in altre parole, da un lato sostiene la riscoperta delle tradizioni e dall'altro l'assimilazione. In particolare Senghor promuove la cooperazione con la Francia, ed i principi della négritude diventano le linee guida non solo delle arti, ma anche delle sue scelte politiche. Secondo il presidente, il Senegal deve partecipare alla vita culturale dell'Occidente e persuadere l'Occidente a partecipare alla vita culturale del Senegal e di tutta l'Africa, dimostrando che il mondo negro ha contribuito alla civilizzazione universale.
Nonostante il budget destinato specificatamente alla cultura non sia mai stato particolarmente elevato, negli anni sessanta e settanta vengono create nuove strutture amministrative (il Servizio degli Archivi Culturali ed il Centro di Studi delle Civilizzazioni, fondati nel 1967 e soppressi nel 1990; una legge del 1968 che destinava fondi alla decorazione degli edifici pubblici; l'Ufficio dei Diritti d'Autore nel 1972 e 1973, il Commissariato per le Esposizioni d'Arte nel 1977 poi soppresso nel 1990, il Fondo d'assistenza per gli artisti e per lo sviluppo della cultura nel 1978 e le borse di studio), vengono allestite numerose esposizioni (il Festival mondial des arts nègres nel 1966, le esposizioni itineranti iniziate nel 1974, le esposizioni di grandi artisti occidentali in Senegal, tra le quali la mostra di Pablo Picasso del 1972 e le esposizioni di artisti senegalesi), sono costruite infrastrutture (il Teatro Nazionale Daniel Sorano nel 1965, il Museo Dynamique nel 1966 e la Cité des Artistes Plasticiens a Colorane nel 1979) e sono fondate istituzioni (le Manufactures Sénégalaises des Arts Décoratifs (MSAD) nel 1964 trasferite a Thiés e trasformate nel 1966 nella Manufacture Nationale de Tapisserie, la casa editrice Nouvelles Editions Africaines (NEA) nel 1972 creata in cooperazione con la Costa d'Avorio e il Togo, l'Istituto Islamico di Dakar nel 1974, la Fondazione Léopold Sédar Senghor nel 1974 che nel 1994 ha soppresso le sue attività, ed i Centri Culturali Regionali tra i quali il Centro Culturale Blaise Senghor di Dakar), scuole (École des Arts du Sénégal nel 1961 e l'Université des Mutants de Gorée per il dialogo tra culture nel 1979), musei (il Museo Dynamique nel 1966 ed il Museo Regionale di Thiès nel 1975). L’idea di Senghor di un museo panafricano sarà invece realizzata molti anni più tardi, con l’inaugurazione del Museo delle civiltà nere nel 2018 a Dakar.
Léopold Sédar Senghor inoltre non manca mai nei suoi discorsi di ricordare l'importanza della cultura, associando la sua immagine a quella di protettore delle arti. Il presidente sostiene gli artisti in linea con il suo pensiero con finanziamenti pubblici, con l'acquisto di opere e con esposizioni nazionali ed internazionali: questi artisti sono conosciuti sotto il nome di École de Dakar. Le esposizioni internazionali (dal 1974 al 1985), la scuola d'arte (soprattutto grazie al dipartimento di Recherches Plastiques Nègres) ed il prestigioso Museo Dynamique hanno un ruolo centrale nella diffusione del pensiero di Senghor. Con la sua politica culturale, Léopold Sédar Senghor inventa un'arte nazionale.
Se da un lato le strategie del presidente permettono lo sviluppo delle arti in Senegal, dall'altro il suo ruolo centrale nel determinare le caratteristiche dell'arte negra limita le libertà formali ed ideologiche degli artisti. Gli artisti sono infatti valutati e sostenuti in base alla loro aderenza ai principi del presidente e della négritude, non in base alla loro originalità o alla qualità delle loro opere. L'arte dell'École de Dakar – con l'eccezione di alcuni protagonisti particolarmente creativi – diviene col tempo sempre più ripetitiva e sempre più sterile, cadendo nel decorativismo. La priorità di sostenere ed incoraggiare la creazione di un'arte contemporanea “africana” – legata ad un'identità fedele all'ambiente culturale e alle tradizioni locali – produce vivaci dibattiti in particolare durante il Festival des arts nègres del 1966, voluto dallo stesso presidente. Le stesse discussioni proseguono nel contesto della Biennale di Dakar, mitizzando la figura del presidente-poeta e trasformando la sua presidenza in un modello amato ed allo stesso tempo tenacemente criticato.

## Vita privata
Il 12 settembre 1946, Senghor sposò Ginette Éboué (1923-1992), addetta parlamentare nel gabinetto del ministro della Francia d'oltremare e figlia di Félix Éboué, ex governatore generale dell'Africa Equatoriale Francese; con lei ha avuto due figli: Francis-Arphang (nato il 20 luglio 1947) e Guy-Wali (nato il 28 settembre 1948, morto nel 1983 in seguito a una caduta dal quinto piano del suo appartamento a Parigi. Senghor gli dedicherà la poesia Songs for Naëtt, ripresa nella raccolta di poesie Nocturnes sotto il titolo Songs for Signare).
Nel 1956 divorziò dalla prima moglie dopo un lungo processo davanti alle autorità ecclesiastiche che aveva portato alla dichiarazione di nullità di questo matrimonio, e si risposò l'anno successivo con Colette Hubert, una donna francese nata nel 1925 dall'unione di Jean Roger Hubert e Marie Thaïs de Betteville, originaria della Normandia, con la quale ha avuto un figlio, Philippe-Maguilen (17 ottobre 1958 - 4 giugno 1981), morto in un incidente stradale a Dakar. Dedicò la collezione Lettres d'Hivernage alla sua seconda moglie.

## Opere
- Le Lion rouge (Pincez tous vos koras, frappez les balafons), 1960 (inno nazionale del Senegal)

### Raccolte di poesie
- Canti d'ombra (Chants d'ombre), 1945
- Ostie nere (Hosties Noires), 1948
- Guélowar ou prince, 1948
- Canti per Naëtt (Chants pour Naëtt), 1949
- Etiopiche (Éthiopiques), 1956
- Notturni (Nocturnes), 1961
- Poemi (Poèmes), 1964
- Terre promise d'Afrique. Symphonie en noir et or, 1966
- Elegia degli alisei (Élégies des alisées), 1969
- Lettere invernali (Lettres d'Hivernage, tradotte anche come Lettere della stagione delle piogge), 1972
- Chant pour Jackie Thomson, 1973
- Elegie maggiori (Élégies majeures), 1979
- Élégie pour Philippe-Maguilen Senghor pour orchestre de jazz et chœur polyphonique, 1986
- Black ladies, 1986
- Poèmes divers, 1990

### Saggi e diversi articoli
- Anthologie de la nouvelle poésie nègre et malgache de langue française, 1948 (prefazione di Jean Paul Sartre)
- Ce que l'homme noir apporte, 1939
- Pierre Teilhard de Chardin et la politique africaine, 1962
- Libertà I: Negritudine e umanesimo (Liberté I: Négritude et Humanisme), 1964
- Libertà II: La nazione e la via africana al socialismo (Liberté II: Nation et Voie Africaine du Socialisme), 1971
- Libertà III: Negritudine e civilizzazione dell'universale (Liberté III: Négritude et civilisation de l'universel), 1977
- Libertà IV: Socialismo e pianificazione (Liberté IV: Socialisme et Planification), 1983
- Libertà V: Dialogo fra le culture (Liberté V: Dialogue des Cultures), 1993
- La Poésie de l'action, dialogue, 1980
- Dialog mit Afrika und dem Islam (con Mohamed Talbi), 1987
- Présence Africaine, 1996 (raccolta di articoli apparsi tra il 1956 e il 1979)[12]
- Quaderni in Lettere d'azzurro, 2019[13]